# Acantide
Nella mitologia greca, Acantide (in greco antico: Ἀκανθίς) o Acantillide era l'unica figlia di Autonoo e Ippodamia.

## Il mito
Acantide aveva alcuni fratelli chiamati Erodio, Scheneo, Acanto e Anto.
Quando Anto morì travolto da una mandria inferocita, tutta la famiglia pianse la sua morte, tanto da commuovere le divinità che trasformarono tutti i familiari in uccelli. Acantide divenne così un cardellino.